# Бяла врана
Бялата врана (Corvus albus) е птица от род Врани, населяваща Африка на юг от пустинята Сахара. По размери е сходна със сивата врана, но човката, крилете, опашката и краката ѝ са малко по-дълги. Оцветяването също е сходно, като сивото е заменено с бяло, което ѝ придава вид на врана с оцветяване на сврака.

## Разпространение и биотоп
Екологичната ниша, която заема е също сходна с тази на сивата врана и най-често може да се види в близост с човешки поселения. В ареала ѝ на разпространение, който обхваща Мадагаскар и почти цяла Африка на юг от Сахара с изключение на екваториалните джунгли, може да бъде считана за най-многочислената вранова птица. Сред природата предпочита широки и открити местности, изпъстрени нарядко с групички високи дървета.

## Начин на живот и хранене
Обикновено търси храната си по земята и тя се състои предимно от насекоми, безгръбначни, дребни влечуги и бозайници, млади птици от по-дребни видове и яйцата им, мърша, остатъци от човешка храна, по-рядко плодове, зеленчуци и друга храна от растителен произход. Въобще, както повечето представители на рода, е всеядна.

## Размножаване
Гнезди на високи, изолирани и трудно достъпни дървета, като използва понякога и електрически стълбове. Снася от септември до ноември 4-5 яйца, които са матово зелени с кафеникави петънца. Женската ги покрива, когато напуска гнездото. Мъти 18-19 дни и малките на 45 дневна възраст напускат гнездото. И двамата родители изхранват малките и се грижат за тях.

## Допълнителни сведения
Често се отглежда като домашен любимец и също така често бива кръстосвана с някои от сродните ѝ видове. При отглеждане в неволя се нуждае от повече пространство от другите вранови птици, което се дължи на по-голямата ѝ подвижност и нужда от полет. Способна е да скача на метър височина без да отваря криле. Счита се, че минималното пространство в което може да се отглежда без сериозна вреда за физическото ѝ състояние е 3×3×3 м и се препоръчва да бъде отглеждана полусвободно при възможност. Полусвободното ѝ отглеждане е възможно благодарение на склонността ѝ да се привързва към стопанина си и голямата сигурност, че ще се върне в помещението си, след като се поразходи на свобода. Издържа сравнително добре по-хладен климат, но температурите не трябва да падат под -10 °C и не търпи студен вятър. Подобно на другите птици от рода е високоинтелигентна и способна да имитира думи, мелодии и човешки звуци с голяма точност, подобно на най-способните папагали.